# Объективация
Объектива́ция (от лат. objectivus «предметный») — опредмечивание, превращение в объект, мыслительный процесс, благодаря которому ощущение, возникшее как субъективное состояние, преобразуется в восприятие объекта. Объективация — акт проектирования наружу некоторых наших внутренних ощущений, обретения внешней, объективной формы существования. Термин используется применительно к чему-то субъективному, психическому или в отношении к какой-то внутренней, имплицитной, скрытой сущности. В психологии — процесс и результат локализации образов восприятия во внешнем мире — там, где расположены источники информации, которые воспринимаются.
Объективациями психического являются все внешние проявления психической деятельности — практическая деятельность, поступки, знаки и тому подобное. Как объективация психического выступают также все продукты и способы человеческой деятельности — культура в широком смысле слова. Кроме того, как объективации волевых импульсов, желаний и т. п рассматриваются объекты, на которые они направлены. Важнейшей формой объективации сознания и мышления считается речь. Классическая философия трактовала отношение мышления и речи в духе теории выражения: мышление существует до и вне языка, а в языке приобретает лишь внешнюю форму существования, объективируется. Философия XX века склоняется к признанию языка условием формирования самого сознания и мышления, средой любой духовной деятельности. Если для классической философии язык сознательно строится мышлением как его объективация, то неоклассики считают, что язык задаёт границы и возможности для мышления, а не просто придаёт ему внешнюю форму существования. Проявлением психического являются также жесты, интонации, выражения лица, которые часто являются непреднамеренными формами выражения психического. Иррационалистическая философия считает их интерпретацию очень важной, поскольку они открывают о человеке больше, чем он сам осознаёт (В. Дильтей).
Термин «объективация» в другом значении использовался в истории философии в различных концепциях. У А. Шопенгауэра всё существующее рассматривается как различные объективации мировой воли. Воля проявляется на различных ступенях объективации начиная с разнообразных сил в неживой природе (притяжение, непроницаемость), где в отличие от живой природы объективации воли не индивидуализированы. Живая природа и человеческое общество усматриваются Шопенгауэром как непрерывное столкновение индивидуализированных объективаций свободы. Для «философии жизни» жизнь — это стихийный иррациональный творческий порыв, объективациями которого являются, в частности, все продукты культуры (для В. Дильтея — религия, философия и искусство).
В философии XX века нарастает тенденция трактовать объективацию внутреннего и субъективного как его отчуждение, а внешние формы его существования — как ложные, искажающие его суть. Она имеет корни в классической философии. У Гегеля природа и история — формы инобытия абсолютной идеи, которая, приобретая внешнюю форму существования, отчуждает себя в них, хотя здесь отчуждение ещё не является искажением. Применительно к соотношению языка и мышления трактовка объективации как искажение настоящей сути внутреннего выражена знаменитыми словами Ф. Тютчева: «Мысль изреченная есть ложь». Г. Зиммель видел «трагедию культуры» именно в том противоречии, которое существует между творческой сущностью жизни и застывшими институциональными формами, в которых этот порыв должен воплотиться, объективироваться. Подобный же конфликт между творчеством и объективацией драматизировал в своей философии Н. А. Бердяев. Мир объективаций — это то, что противостоит свободе и творчеству. Творческий акт для него возможен как освобождение, преодоление объективного и необходимого.
Хотя склонность к объективации наших состояний является вполне естественной, она не всегда является легитимной: такой она становится лишь тогда, когда объективация носит общий характер, когда все признают определённый факт — тогда можно говорить о некоторой объективности. Но поскольку существует множество коллективных иллюзий (световые видения, ощущения исторической истины), то объективация может владеть научной объективностью только в том случае, если она согласуется с общими законами науки (когда научные инструменты — термометр, мерило экономических законов, управляющих историей, и т. д. — направления их отображают). Объективация воспринимается либо как субъективная ценность, либо как общая ценность (коллективное представление), либо, наконец, как всеобщая ценность (научная объективность).